# Alaj
Alaj (tur. alay, ālāi, povorka, puk, mimohod) u vojno-feudalnoj strukturi Osmanskog Carstva iz 16. stoljeća, postrojba jačine oko 1000 konjanika, spahija — timarnika ili zaima, koji su za vojnu službu dobivali od države vojna lena: timare (spahiluke) ili zeamete. Lenska konjica svakog sandžaka novačila je normalno jedan alaj pod zapovjedništvom alajbega. Alaji su se organizacijski dijelili na buljuke i imali su, obično, deset buljuka. Na poziv u rat, ljudstvo alaja prikupljalo se pod barjak alajbega, koji ih je vodio nadležnom beglerbegu.